# Eintracht Frankfurt 2009-2010
Questa voce raccoglie le informazioni riguardanti il Eintracht Frankfurt nelle competizioni ufficiali della stagione 2009-2010.

## Stagione
Nella stagione 2009-2010 l'Eintracht Francoforte, allenato da Michael Skibbe, concluse il campionato di Bundesliga al 10º posto. In Coppa di Germania l'Eintracht Francoforte fu eliminato agli ottavi di finale dal Bayern Monaco.

## Rosa
| N. |                                 | Ruolo | Calciatore                  |
| -- | ------------------------------- | ----- | --------------------------- |
| 22 | Germania (bandiera)             | P     | Ralf Fährmann               |
| 41 | Germania (bandiera)             | P     | Erman Muratagic             |
| 1  | Macedonia del Nord (bandiera)   | P     | Oka Nikolov                 |
| 21 | Germania (bandiera)             | P     | Markus Pröll                |
| 28 | Germania (bandiera)             | P     | Jan Zimmermann (calciatore) |
| 29 | Brasile (bandiera)              | D     | Chris                       |
| 31 | Guatemala (bandiera)            | D     | Stefano Cincotta            |
| 4  | Germania (bandiera)             | D     | Maik Franz                  |
| 40 | Germania (bandiera)             | D     | Stefan Haben                |
| 24 | Germania (bandiera)             | D     | Sebastian Jung              |
| 2  | Germania (bandiera)             | D     | Patrick Ochs                |
| 3  | Serbia (bandiera)               | D     | Nikola Petković             |
| 23 | Germania (bandiera)             | D     | Marco Russ                  |
| 16 | Svizzera (bandiera)             | D     | Christoph Spycher           |
| 5  | Macedonia del Nord (bandiera)   | D     | Aleksandar Vasoski          |
| 8  | Bosnia ed Erzegovina (bandiera) | C     | Zlatan Bajramović           |
| 30 | Brasile (bandiera)              | C     | Caio                        |

| N. |                        | Ruolo | Calciatore           |
| -- | ---------------------- | ----- | -------------------- |
| 13 | Stati Uniti (bandiera) | C     | Ricardo Clark        |
| 7  | Germania (bandiera)    | C     | Benjamin Köhler      |
| 11 | Austria (bandiera)     | C     | Ümit Korkmaz         |
| 27 | Svizzera (bandiera)    | C     | Pirmin Schwegler     |
| 6  | Germania (bandiera)    | C     | Selim Teber          |
| 36 | Germania (bandiera)    | C     | Marcel Titsch-Rivero |
| 32 | Germania (bandiera)    | C     | Faton Toski          |
| 34 | Perù (bandiera)        | A     | Paolo Redondo        |
| 19 | Turchia (bandiera)     | A     | Halil Altıntop       |
| 35 | Germania (bandiera)    | A     | Marcos Álvarez       |
| 18 | Grecia (bandiera)      | A     | Giannīs Amanatidīs   |
| 17 | Rep. Ceca (bandiera)   | A     | Martin Fenin         |
| 25 | Germania (bandiera)    | A     | Marcel Heller        |
| 10 | Grecia (bandiera)      | A     | Nikos Lymperopoulos  |
| 14 | Germania (bandiera)    | A     | Alexander Meier      |
| 34 | Turchia (bandiera)     | A     | Cenk Tosun           |
| 26 | Germania (bandiera)    | A     | Juvhel Tsoumou       |

## Organigramma societario
Area tecnica
- Allenatore: Michael Skibbe
- Allenatore in seconda: Edwin Boekamp
- Preparatore dei portieri: Andreas Menger
- Preparatori atletici:

## Risultati

### Bundesliga

#### Girone di andata
| Arbitro: | Fleischer |

|                            |           |                              |
| Özil 13’ (rig.) Sanogo 44’ | Marcatori | 6’, 42’ Amanatidīs 71’ Fenin |

| Arbitro: | Weiner |

|          |           |             |
| Caio 17’ | Marcatori | 65’ Bunjaku |

| Colonia 22 agosto 2009, ore 15:30 CEST 3ª giornata | Colonia | 0 – 0 referto | Eintracht Francoforte | RheinEnergieStadion (49 200 spett.)\| Arbitro: \| Gräfe \| |
| Arbitro:                                           | Gräfe   |               |                       |                                                            |

| Arbitro: | Meyer |

|                |           |           |
| Amanatidīs 68’ | Marcatori | 62’ Zidan |

| Arbitro: | Winkmann |

|  |           |                     |
|  | Marcatori | 68’ Franz 90’ Meier |

| Arbitro: | Kinhöfer |

|          |           |            |
| Russ 32’ | Marcatori | 8’ Roberto |

| Arbitro: | Gräfe |

|  |           |                                    |
|  | Marcatori | 17’, 31’ Schieber 54’ Hitzlsperger |

| Arbitro: | Kempter |

|                               |           |  |
| Asamoah 66’ Farfán 90’ (rig.) | Marcatori |  |

| Arbitro: | Aytekin |

|                             |           |             |
| Lymperopoulos 24’ Meier 74’ | Marcatori | 68’ Štajner |

| Arbitro: | Drees |

|                       |           |           |
| Robben 70’ Buyten 88’ | Marcatori | 60’ Meier |

| Arbitro: | Gagelmann |

|                    |           |                  |
| Caio 14’ Franz 53’ | Marcatori | 26’ (aut.) Franz |

| Arbitro: | Zwayer |

|                                              |           |  |
| Kießling 2’ Reinartz 6’ Kroos 11’ Bender 86’ | Marcatori |  |

| Arbitro: | Sippel |

|                      |           |                                 |
| Schwegler 86’ (rig.) | Marcatori | 54’ (aut.) Nikolov 65’ Brouwers |

| Arbitro: | Fleischer |

|           |           |                              |
| Ramos 81’ | Marcatori | 10’ Ochs 70’ Franz 75’ Meier |

| Arbitro: | Brych |

|                     |           |  |
| Franz 29’ Meier 90’ | Marcatori |  |

| Arbitro: | Perl |

|                     |           |               |
| Salihović 9’ (rig.) | Marcatori | 61’ Schwegler |

| Arbitro: | Stark |

|                     |           |                     |
| Franz 26’ Meier 79’ | Marcatori | 37’ Džeko 69’ Josué |

#### Girone di ritorno
| Arbitro: | Weiner |

|          |           |  |
| Russ 58’ | Marcatori |  |

| Arbitro: | Drees |

|            |           |            |
| Eigler 27’ | Marcatori | 40’ Köhler |

| Arbitro: | Sippel |

|           |           |                             |
| Chris 76’ | Marcatori | 59’ Maniche 84’ (aut.) Russ |

| Arbitro: | Stark |

|                         |           |                              |
| Hummels 17’ Barrios 57’ | Marcatori | 7’ Köhler 65’ Jung 74’ Meier |

| Arbitro: | Rafati |

|                         |           |           |
| Köhler 40’ Altıntop 90’ | Marcatori | 25’ Cissé |

| Amburgo 20 febbraio 2010, ore 15:30 CET 23ª giornata | Amburgo    | 0 – 0 referto | Eintracht Francoforte | HSH Nordbank Arena (56 196 spett.)\| Arbitro: \| Wingenbach \| |
| Arbitro:                                             | Wingenbach |               |                       |                                                                |

| Arbitro: | Drees |

|                |           |            |
| Cacau 41’, 45’ | Marcatori | 39’ Köhler |

| Arbitro: | Winkmann |

|           |           |                                               |
| Meier 52’ | Marcatori | 12’ Matip 15’ Höwedes 80’ Rakitić 89’ Kurányi |

| Arbitro: | Gagelmann |

|                         |           |              |
| Andreasen 14’ Pinto 57’ | Marcatori | 45’ Altıntop |

| Arbitro: | Weiner |

|                       |           |          |
| Tsoumou 87’ Fenin 89’ | Marcatori | 6’ Klose |

| Arbitro: | Brych |

|            |           |                   |
| Holtby 10’ | Marcatori | 29’ Russ 64’ Caio |

| Arbitro: | Stark |

|                                     |           |                   |
| Teber 28’ (rig.) Caio 62’ Franz 89’ | Marcatori | 33’, 46’ Kießling |

| Arbitro: | Kinhöfer |

|                   |           |  |
| Reus 6’ Dante 56’ | Marcatori |  |

| Arbitro: | Brych |

|                      |           |                       |
| Korkmaz 37’ Russ 63’ | Marcatori | 17’ Kačar 43’ Raffael |

| Arbitro: | Meyer |

|                          |           |                            |
| Bancé 45’, 86’ Šimák 56’ | Marcatori | 13’, 20’ Meier 62’ Korkmaz |

| Arbitro: | Aytekin |

|               |           |                |
| Schwegler 20’ | Marcatori | 80’, 89’ Tagoe |

| Arbitro: | Winkmann |

|                                     |           |              |
| Misimović 21’ Riether 30’ Džeko 33’ | Marcatori | 85’ Altıntop |

### Coppa di Germania
| Arbitro: | Stark |

|  |           |                                  |
|  | Marcatori | 71’ Schwegler 75’ Caio 86’ Meier |

| Arbitro: | Drees |

|                                                                             |           |                              |
| Caio 1’ Lymperopoulos 5’, 50’ Szukała 45’ (aut.) Meier 53’ Teber 89’ (rig.) | Marcatori | 23’, 88’ Guèye 65’, 72’ Auer |

| Arbitro: | Kinhöfer |

|  |           |                                    |
|  | Marcatori | 14’, 19’ Klose 29’ Müller 52’ Toni |

## Statistiche

### Statistiche di squadra
| Competizione      | Punti | In casa | In casa | In casa | In casa | In casa | In casa | In trasferta | In trasferta | In trasferta | In trasferta | In trasferta | In trasferta | Totale | Totale | Totale | Totale | Totale | Totale | DR |
| Competizione      | Punti | G       | V       | N       | P       | Gf      | Gs      | G            | V            | N            | P            | Gf           | Gs           | G      | V      | N      | P      | Gf     | Gs     | DR |
| ----------------- | ----- | ------- | ------- | ------- | ------- | ------- | ------- | ------------ | ------------ | ------------ | ------------ | ------------ | ------------ | ------ | ------ | ------ | ------ | ------ | ------ | -- |
| Bundesliga        | 46    | 17      | 7       | 5       | 5       | 25      | 26      | 17           | 5            | 5            | 7            | 22           | 28           | 34     | 12     | 10     | 12     | 47     | 54     | -7 |
| Coppa di Germania | -     | 2       | 1       | 0       | 1       | 6       | 8       | 1            | 1            | 0            | 0            | 3            | 0            | 3      | 2      | 0      | 1      | 9      | 8      | +1 |
| Totale            | -     | 19      | 8       | 5       | 6       | 31      | 34      | 18           | 6            | 5            | 7            | 25           | 28           | 37     | 14     | 10     | 13     | 56     | 62     | -6 |

### Andamento in campionato
| Giornata  | 1 | 2 | 3 | 4 | 5 | 6 | 7 | 8 | 9 | 10 | 11 | 12 | 13 | 14 | 15 | 16 | 17 | 18 | 19 | 20 | 21 | 22 | 23 | 24 | 25 | 26 | 27 | 28 | 29 | 30 | 31 | 32 | 33 | 34 |
| --------- | - | - | - | - | - | - | - | - | - | -- | -- | -- | -- | -- | -- | -- | -- | -- | -- | -- | -- | -- | -- | -- | -- | -- | -- | -- | -- | -- | -- | -- | -- | -- |
| Luogo     | T | C | T | C | T | C | C | T | C | T  | C  | T  | C  | T  | C  | T  | C  | C  | T  | C  | T  | C  | T  | T  | C  | T  | C  | T  | C  | T  | C  | T  | C  | T  |
| Risultato | V | N | N | N | V | N | P | P | V | P  | V  | P  | P  | V  | V  | N  | N  | V  | N  | P  | V  | V  | N  | P  | P  | P  | V  | V  | V  | P  | N  | N  | P  | P  |
| Posizione | 2 | 5 | 6 | 6 | 4 | 6 | 9 | 9 | 9 | 9  | 9  | 11 | 11 | 10 | 10 | 10 | 10 | 7  | 7  | 7  | 7  | 7  | 7  | 7  | 8  | 10 | 8  | 8  | 8  | 9  | 9  | 9  | 9  | 10 |

Legenda:

Luogo: C = Casa; T = Trasferta. Risultato: V = Vittoria; N = Pareggio; P = Sconfitta.

### Statistiche dei giocatori
| Giocatore        | Bundesliga | Bundesliga | Bundesliga  | Bundesliga | Coppa di Germania | Coppa di Germania | Coppa di Germania | Coppa di Germania | Totale   | Totale | Totale      | Totale     |
| Giocatore        | Presenze   | Reti       | Ammonizioni | Espulsioni | Presenze          | Reti              | Ammonizioni       | Espulsioni        | Presenze | Reti   | Ammonizioni | Espulsioni |
| ---------------- | ---------- | ---------- | ----------- | ---------- | ----------------- | ----------------- | ----------------- | ----------------- | -------- | ------ | ----------- | ---------- |
| R. Fährmann      | 3          | 0          | 0           | 0          | -                 | -                 | -                 | -                 | 3        | 0      | 0           | 0          |
| E. Muratagic     | -          | -          | -           | -          | -                 | -                 | -                 | -                 | -        | -      | -           | -          |
| O. Nikolov       | 31         | 0          | 1           | 0          | 3                 | 0                 | 0                 | 0                 | 34       | 0      | 1           | 0          |
| M. Pröll         | -          | -          | -           | -          | -                 | -                 | -                 | -                 | -        | -      | -           | -          |
| J. Zimmermann    | 1          | 0          | 1           | 0          | -                 | -                 | -                 | -                 | 1        | 0      | 1           | 0          |
| Chris            | 29         | 1          | 7           | 0          | 3                 | 0                 | 0                 | 0                 | 32       | 1      | 7           | 0          |
| S. Cincotta      | -          | -          | -           | -          | -                 | -                 | -                 | -                 | -        | -      | -           | -          |
| M. Franz         | 27         | 6          | 10          | 1          | 2                 | 0                 | 0                 | 0                 | 29       | 6      | 10          | 1          |
| S. Haben         | -          | -          | -           | -          | -                 | -                 | -                 | -                 | -        | -      | -           | -          |
| S. Jung          | 14         | 1          | 0           | 0          | -                 | -                 | -                 | -                 | 14       | 1      | 0           | 0          |
| P. Ochs          | 28         | 1          | 6           | 1          | 3                 | 0                 | 2                 | 0                 | 31       | 1      | 8           | 1          |
| N. Petković      | 2          | 0          | 0           | 0          | -                 | -                 | -                 | -                 | 2        | 0      | 0           | 0          |
| M. Russ          | 30         | 4          | 3           | 1          | 3                 | 0                 | 0                 | 0                 | 33       | 4      | 3           | 1          |
| C. Spycher       | 27         | 0          | 3           | 0          | 3                 | 0                 | 0                 | 0                 | 30       | 0      | 3           | 0          |
| A. Vasoski       | 7          | 0          | 0           | 0          | 2                 | 0                 | 0                 | 0                 | 9        | 0      | 0           | 0          |
| Z. Bajramović    | 11         | 0          | 1           | 0          | 2                 | 0                 | 0                 | 0                 | 13       | 0      | 1           | 0          |
| Caio             | 26         | 4          | 1           | 0          | 2                 | 2                 | 0                 | 0                 | 28       | 6      | 1           | 0          |
| R. Clark         | 3          | 0          | 0           | 0          | -                 | -                 | -                 | -                 | 3        | 0      | 0           | 0          |
| B. Köhler        | 31         | 4          | 2           | 0          | 1                 | 0                 | 0                 | 0                 | 32       | 4      | 2           | 0          |
| Ü. Korkmaz       | 18         | 2          | 2           | 0          | 1                 | 0                 | 0                 | 0                 | 19       | 2      | 2           | 0          |
| P. Schwegler     | 25         | 3          | 5           | 1          | 3                 | 1                 | 0                 | 0                 | 28       | 4      | 5           | 1          |
| S. Teber         | 29         | 1          | 10          | 1          | 3                 | 1                 | 1                 | 0                 | 32       | 2      | 11          | 1          |
| M. Titsch-Rivero | 1          | 0          | 0           | 0          | -                 | -                 | -                 | -                 | 1        | 0      | 0           | 0          |
| F. Toski         | -          | -          | -           | -          | -                 | -                 | -                 | -                 | -        | -      | -           | -          |
| H. Altıntop      | 15         | 3          | 0           | 0          | -                 | -                 | -                 | -                 | 15       | 3      | 0           | 0          |
| M. Álvarez       | 1          | 0          | 0           | 0          | -                 | -                 | -                 | -                 | 1        | 0      | 0           | 0          |
| P. Redondo       | 16         | 6          | 1           | 0          | 2                 | 0                 | 0                 | 0                 | 18       | 6      | 1           | 0          |
| I. Amanatidīs    | 8          | 3          | 1           | 0          | 1                 | 0                 | 0                 | 0                 | 9        | 3      | 1           | 0          |
| M. Fenin         | 17         | 2          | 1           | 0          | 2                 | 0                 | 0                 | 0                 | 19       | 2      | 1           | 0          |
| M. Heller        | 9          | 0          | 0           | 0          | -                 | -                 | -                 | -                 | 9        | 0      | 0           | 0          |
| N. Lymperopoulos | 21         | 1          | 3           | 0          | 3                 | 2                 | 0                 | 0                 | 24       | 3      | 3           | 0          |
| A. Meier         | 34         | 10         | 4           | 0          | 3                 | 2                 | 0                 | 0                 | 37       | 12     | 4           | 0          |
| C. Tosun         | 1          | 0          | 0           | 0          | -                 | -                 | -                 | -                 | 1        | 0      | 0           | 0          |
| J. Tsoumou       | 4          | 1          | 0           | 0          | -                 | -                 | -                 | -                 | 4        | 1      | 0           | 0          |
| C. Preuß         | 3          | 0          | 0           | 0          | -                 | -                 | -                 | -                 | 3        | 0      | 0           | 0          |
| M. Steinhöfer    | 5          | 0          | 0           | 0          | 1                 | 0                 | 0                 | 0                 | 6        | 0      | 0           | 0          |